# Centro histórico de Diamantina
El centro histórico de Diamantina es el área urbana de esta ciudad histórica, fue nombrada en el ámbito federal en 1938 (uno de los primeros nombramientos del país, hecho por el entonces SPHAN actual IPHAN) e inscrita en la Lista del Patrimonio de la Humanidad por la UNESCO. La zona que pertenece al Patrimonio de la Humanidad es del 28,5 hectáreas, rodeada por una zona que coincide con el territorio federal.

## Historia
La formación del municipio está intrínsecamente vinculada a la explotación de oro y diamantes. La ocupación inicial del territorio se debe a Jerónimo Gouveia, quien, siguiendo el curso del río Jequitinhonha, encontró en las confluencias del río Piruruca y Río Grande, una gran cantidad de oro. 
En 1722, comenzó el auge de la aldea, siempre siguiendo las orillas de los ríos. A partir de 1730, incluso con una población fluctuante, la Villa de Tejuco se fue agrandando. A través de la expansión de las pequeñas aldeas a lo largo de los cursos de agua en dirección al núcleo administrativo de Tejuco, se fue construyendo también la ciudad de Diamantina, teniendo como las primeras calles las de Burgalhau, del Espíritu Santo y de las Beatas. 
En 1938, el conjunto arquitectónico del centro histórico de la ciudad fue catalogado por el Instituto Nacional de Patrimonio Histórico Artístico, y en 1999 fue reconocido por la UNESCO como Patrimonio de la Humanidad.

## Características
Construido en un sitio escarpado, posee un trazado urbano sinuoso, formado por calles estrechas pavimentadas con piedra. Las casas, que definen las calles, se distinguen por el color vivo de los encuadres de las fachadas que contrastan con las paredes blancas. Hay varias iglesias en el centro, pero en general no destacan del entorno en el que están inmersas. Se utilizan elementos que hacen referencia a la arquitectura portuguesa influenciada por los árabes, tal como el empleo de celosías en las ventanas y balcones. La morfología urbana de Diamantina fue inspirada en las ciudades medievales portuguesas. En la parte central de la ciudad se encuentra una parte llana de piedras de color gris. La tipología común es colonial, con algunos ejemplos de edificios de estilo neoclásico, ecléctico o neo-coloniales. La arquitectura moderna está representada por tres obras de Oscar Niemeyer, de la década de los años 50. Situado en la escarpada Sierra do Espinhaço, Diamantina es un vivo ejemplo de la arquitectura colonial de líneas y formas suaves, adaptada a los trópicos.